# Grafia bonifacina
La grafia bonifacina (in bonifacino: grafia bunifazzina) è il metodo di trascrizione utilizzato per il dialetto bonifacino.

## Alfabeto
| Grafia | IPA      | Officiale | Note                                 |
| ------ | -------- | --------- | ------------------------------------ |
| A      | a        | A         |                                      |
| B      | b        | B         |                                      |
| C      | k; ʧ; ts | C         | /ts/ davanti a E                     |
| D      | d        | D         |                                      |
| E      | ɛ        | E         |                                      |
| É      | e        | É         |                                      |
| F      | f        | F         |                                      |
| G      | g; ʒ     | G/X       | /ʒ/ davanti a E e I                  |
| GG     | dʒ       | G         | davanti a E e I in mezzo alla parola |
| H      | Ø        | H         |                                      |
| I      | i        | I         |                                      |
| L      | l        | L         |                                      |
| M      | m        | M         |                                      |
| N      | n        | N         |                                      |
| O      | ɔ        | O         |                                      |
| P      | p        | P         |                                      |
| Q      | k        | Q         |                                      |
| R      | r        | R         |                                      |
| S      | s        | S         |                                      |
| SC     | ʃ (ʒ)    | SC        |                                      |
| T      | t        | T         |                                      |
| U      | u        | O         |                                      |
| Ü      | y        | U         |                                      |
| V      | v        | V         |                                      |
| Y      | j        | I         |                                      |
| Z      | dz; ts   | –         |                                      |
| ZZ     | ts       | –         |                                      |